# Le Menu
Pour plus de détails, voir Fiche technique et Distribution.
Le Menu (The Menu) est une comédie d'horreur américaine réalisé par Mark Mylod, sortie en 2022.
Il est présenté au Festival international du film de Toronto 2022 en première mondiale.
Il est présenté au Festival international du film de La Roche-sur-Yon 2022 en première française.

## Synopsis
Tyler Ledford et la jeune femme qui l'accompagne, Margot Mills, voyagent en bateau jusqu'à Hawthorn, un restaurant exclusif situé sur une île, détenu par Doug Verrick et exploité par le célèbre chef Julian Slowik. Les autres invités qui assistent au dîner sont Lillian Bloom, une critique culinaire ; son rédacteur en chef Ted ; les riches habitués Richard et Anne Leibrandt ; la star de cinéma George Diaz et son assistante personnelle Felicity Lynn ainsi que les partenaires commerciaux Soren, Dave et Bryce. Le groupe reçoit une visite de l'île par le maître d'hôtel, Elsa, qui note que Margot n'est pas l'invitée désignée de Tyler pour la soirée. Un malaise s’installe et Tyler avoue que l’invitée initiale s’est désistée.
Le dîner commence et le chef Slowik présente une série de plats, offrant des monologues de plus en plus troublants sur chaque plat. Pour le troisième plat, Slowik se confie sur sa situation familiale et explique que ses parents sont alcooliques, tandis que sa mère, ivre, boit silencieusement depuis le début du repas à une table. Des vérités dérangeantes sur chaque invité sont alors révélées, chacune d’elles étant représentée par des images imprimées au laser sur leurs tortillas.
Avant de passer au quatrième plat, Slowik présente aux invités Jeremy, son sous-chef. Il le rabaisse et l'humilie, et Jeremy se tue alors d’une balle dans la bouche, provoquant la panique parmi les invités, à l'exception de Tyler. Lorsque Richard décide de partir avec sa femme, le personnel les en empêche et coupe l'annulaire de Richard. Doug Verrick, l'investisseur providentiel de Hawthorn, à qui Slowik abandonna la propriété du restaurant pour rester à flot pendant la pandémie de COVID-19, est ensuite noyé, présenté sous la forme d’un ange descendant sur Terre.
Pour le cinquième plat, les convives sont invités à se rendre à l’extérieur du restaurant. Une fois dehors, une employée nommée Katherine explique que Slowik a tenté de l’agresser sexuellement 2 fois avant d’être pris de honte pendant plusieurs mois, puis se munit d’une paire de ciseaux et la plante dans la cuisse de Slowik.
Celui-ci accorde 45 secondes d’avance aux hommes pour s’enfuir de l’île, après quoi les employés les poursuivent.
Pendant ce temps, Katherine et les femmes dégustent le plat concocté par Katherine qui ravit toute la tablée. Lors de la dégustation, celle-ci avoue avec fierté que l’idée de tuer tout le monde était la sienne. Comprenant que leurs vies sont finies et que tout le monde va mourir, les femmes déchantent et Lilian propose de resservir du vin, ce que les autres acceptent avec empressement. Aucun invité ne réussit à quitter l’île sans se faire attraper, tous sont ramenés au restaurant.
Une fois tout le monde assis à sa place, Slowik explique la raison pour laquelle les invités ont été choisis pour déguster sa cuisine puis mourir. 
Il dénonce le fait que la critique culinaire et son rédacteur en chef ont contribué à la fermeture de nombreux restaurants. Les riches habitués n’ont aucun réel intérêt pour sa cuisine, tandis que la star de cinéma l'a déçu par son film. Les partenaires commerciaux ont détourné des fonds et, enfin, l'intérêt de Tyler se porte uniquement sur les ingrédients et non sur les mets eux-mêmes. Slowik annonce également que toutes les personnes présentes seront mortes d'ici la fin du repas. Comme la présence de Margot n'était pas planifiée, Slowik lui donne en privé le choix de mourir soit avec le personnel, soit avec les invités. Indécise, Slowik lui accorde un délai de 15 minutes.
Au bout du temps accordé et après une discussion avec Slowik, Margot est démasquée en tant qu'escorte qui a déjà servi Richard et dont le vrai nom est Erin. Slowik révèle devant tout le monde que Tyler a été invité au dîner de nombreux mois à l'avance et avait été informé dès le départ que les invités seraient tués. Malgré cela, Tyler était si zélé dans son désir de participer à l'artisanat de Slowik qu'il a gardé le secret et a embauché Margot pour remplacer son ex-petite amie, Hawthorn n'acceptant pas qu’il vienne seul. Furieuse, Margot gifle Tyler et Slowik intervient. Celui-ci donne ensuite une veste de cuisinier à Tyler et lui ordonne de cuisiner le plat de son choix. Malgré tout son savoir théorique étalé de long en large durant tout le repas, Tyler ne convainc pas le chef. Slowik insulte sa nourriture puis lui chuchote quelque chose dans l’oreille qui le trouble énormément. Tyler a les larmes aux yeux et se rend directement dans le placard pour se pendre.
Slowik demande à Margot d'aller au fumoir et de ramasser un baril nécessaire pour le dessert. Avant de partir, elle découvre que Tyler s'est pendu. En route, Margot se faufile dans la maison de Slowik, mais sera attaquée par Elsa, celle-ci craignant qu'elle ne soit remplacée par Margot. Après une bagarre, Margot tue accidentellement Elsa en lui perçant la gorge avec un couteau. Après avoir vu un prix d'employé du mois encadré montrant Slowik en tant que cuisinier jeune et heureux dans un fast-food, Margot trouve une radio, appelle à l'aide et retourne au restaurant avec le baril. L'officier de la garde-côte nommé Dale arrive avec son bateau, mais après que les invités sont convaincus qu'ils sont sauvés, il se révèle être un cuisinier déguisé et retourne dans la cuisine.
Alors que le dessert est en préparation, Margot frappe des mains et ébranle l’égo de Slowik en voulant retourner son plat en cuisine. Elle se moque des plats de Slowik et de sa cuisine « sans amour » qui ne l'a pas du tout rassasié. Lorsque Slowik demande ce qu'elle aimerait manger, Margot demande un simple cheeseburger, en référence à la photo vue dans la maison du chef. Ému par son humble demande, Slowik le fait personnellement, trouvant de la joie dans la création du plat. Après une bouchée, Margot complimente son cheeseburger mais prétexte avoir eu les yeux plus gros que le ventre et demande à prendre le burger et les frites « à emporter ». Slowik et le personnel lui permettent de partir après lui avoir emballé son cheeseburger et remis un sac cadeau. Margot hésite quelques secondes à laisser les autres invités derrière elle, mais finit par se sauver en se précipitant vers le bateau de la Garde côtière amarré à proximité.
Le dessert est un plat de s'mores surélevé - le personnel couvre le sol de craquelins graham écrasés et orne les invités d'étoles en guimauves et de chapeaux en chocolat. Slowik et son personnel font leurs adieux avant que Slowik ne se mette le feu lui-même, provoquant un incendie dans le restaurant. L'explosion qui en résulte le tue ainsi que sa mère, le personnel et tous les invités.
En toute sécurité loin de l'île, Margot mange son cheeseburger en silence tout en regardant le restaurant brûler, utilisant une copie du menu pour s'essuyer la bouche.

## Fiche technique
Sauf indication contraire, les informations mentionnées dans cette section peuvent être confirmées par la base de données cinématographiques IMDb,  présente dans la section « Liens externes ».
- Titre : Le Menu
- Titre original : The Menu
- Réalisation : Mark Mylod
- Scénario : Seth Reiss et Will Tracy
- Direction artistique : Lindsey Moran
- Décors : Ethan Tubman
- Costumes : Amy Westcott
- Montage : Christopher Tellefsen
- Photographie : Peter Deming
- Musique : Colin Stetson
- Production : Katie Goodson, Betsy Koch, Adam McKay, DanTram Nguyen et Zahia Phillips
  - Production exécutive : Jenna Go et Michael Sledd
- Société de production : Hyperobject Industries
- Société de distribution : Searchlight Pictures
- Pays de production :  États-Unis
- Format : couleur
- Langue originale : anglais
- Genre : comédie horrifique, thriller
- Durée : 106 minutes
- Dates de sortie :
  - Canada : 10 septembre 2022 (festival de Toronto)
  - États-Unis : 23 septembre 2022 (Fantastic Fest) ; 18 novembre 2022 (sortie nationale)
  - France : 22 octobre 2022 (Festival international du film de La Roche-sur-Yon) ; 23 novembre 2022 (sortie nationale)
- Classification :
  - États-Unis : R-Restricted (interdit aux moins de 17 ans non accompagnées)
  - France : interdit aux moins de 12 ans lors de sa sortie en salles

## Distribution
- Anya Taylor-Joy (VF : Fanny Bloc) : Margot Mills/Erin
- Ralph Fiennes (VF : Bernard Gabay) : le chef Julian Slowik
- Nicholas Hoult (VF : Emmanuel Garijo) : Tyler Ledford
- Hong Chau (VF : Yumi Fujimori) : Elsa
- John Leguizamo (VF : Enrique Carballido) : George Diaz (Movie Star)
- Aimee Carrero (VF : Victoria Grosbois) : Felicity
- Janet McTeer (VF : Sylvia Bergé) : Lilian Bloom
- Paul Adelstein (VF : Boris Rehlinger) : Ted
- Judith Light (VF : Véronique Augereau) : Anne Liebbrandt
- Reed Birney (VF : Gérard Darier) : Richard Liebbrandt
- Arturo Castro (VF : Gauthier Battoue) : Soren
- Rob Yang (VF : Mario Bastelica) : Bryce
- Mark St. Cyr (VF : Eilias Changuel) : Dave
- Peter Grosz (VF : Julien Sibre) : le sommelier
- Rebecca Koon (VF : Frédérique Cantrel) : Linda Slowik
- Christina Brucato (VF : Caroline Mozzone) : Katherine Keller
- Adam Aalderks : Jeremy Louden
- Matthew Cornwell (VF : Xavier Fagnon) : Dale

## Production

### Genèse et développement
En avril 2019, Emma Stone et Ralph Fiennes sont annoncés dans les rôles principaux de The Menu, qui sera réalisé par Alexander Payne. En décembre 2021, le scénario du projet figure sur la Black List, qui regroupe les meilleurs scénarios en attente de développement.
En mai 2020, Searchlight Pictures acquiert les droits de distribution. Il est alors révélé qu'Alexander Payne et Emma Stone ont quitté le film, pris par d'autres engagements. Le poste de réalisateur est repris par Mark Mylod.
En juin, Ralph Fiennes est confirmé alors qu'Anya Taylor-Joy est évoquée pour remplacer Emma Stone. Sa présence est officialisée le mois suivant, alors que Hong Chau et Nicholas Hoult rejoignent eux aussi la distribution,.
John Leguizamo, Janet McTeer, Judith Light, Reed Birney, Rob Yang ou encore Aimee Carrero sont confirmés en septembre. Ils sont suivis de Paul Adelstein, Arturo Castro, Mark St. Cyr, Rebecca Koon et Peter Grosz.

### Tournage
Le tournage débute le 3 septembre 2021 à Savannah dans l'État de Géorgie,.

## Accueil

### Accueil critique
Dans le monde anglo-saxon, le site Rotten Tomatoes donne une note de 88 % pour 263 critiques. Le site Metacritic donne une note de 71⁄100 pour 45 critiques.
En France, le site Allociné donne une moyenne de 2,7⁄5, après avoir répertorié 15 titres de presses.

### Box-office
| Pays ou région        | Box-office        | Date d'arrêt du box-office | Nombre de semaines |
| --------------------- | ----------------- | -------------------------- | ------------------ |
| France                | 371 287 entrées   | 22 février 2023            | 13                 |
| Canada États-Unis     | 38 501 125 $      | 2 février 2023             | 11                 |
| Total hors États-Unis | +041 127 075, USD | n/a                        | n/a                |
| Total mondial         | +079 628 200, USD | n/a                        | n/a                |

Pour son premier jour d'exploitation en France, Le Menu réalise 22 164 entrées, dont 7 110 en avant-première, pour un total de 1 045 séances. Il est par conséquent en position de tête du box-office des nouveautés lors de son premier jour devant Les Miens (18 135).
Au bout d'une première semaine d'exploitation, le long-métrage totalise 124 279 entrées pour une quatrième place au box-office, derrière Couleurs de l'incendie (129 914) et devant Reste un peu (113 050). La semaine suivante, le film réalise 71 102 entrées supplémentaires pour une huitième place au box-office, derrière Reste un peu (81 518) et devant Couleurs de l'incendie (70 833).

## Distinctions

### Nominations
- Golden Globes 2023 : 
  - Meilleur acteur dans un film musical ou une comédie pour Ralph Fiennes
  - Meilleure actrice dans un film musical ou une comédie pour Anya Taylor-Joy